# Carretera Federal 43D
La Carretera Federal 43D, es una Autopista de cuota que recorre los estados de Guanajuato y Michoacán, inicia en León, Guanajuato, en el entronque con la autopista México 45D (León-Aguascalientes) y termina en San Agustín del Maíz, Michoacán, tiene una longitud total de 159 km.
Las autopistas y carreteras de acceso restringido son parte de la red federal de carreteras y se identifican mediante el uso de la letra “D” añadida al final del número de carretera.

## Trayectoria

### Guanajuato
Longitud = 140 km
- León, Guanajuato
- Salamanca – Carretera Federal 45
- Valle de Santiago
- Uriangato

### Michoacán
Longitud = 17 km
- Cuitzeo del Porvenir
- San Agustín del Maíz – Carretera Federal 43D